# Trophée Louis-A.-R.-Pieri
Pour les articles homonymes, voir Pieri.
Le trophée Louis-A.-R.-Pieri, baptisé en l'honneur de Louis Pieri, est attribué annuellement au meilleur entraîneur de la Ligue américaine de hockey.
Le trophée a été attribué pour la première fois en 1968.

## Liste des vainqueurs
| Saison    | Joueur                       | Équipe                             |
| --------- | ---------------------------- | ---------------------------------- |
| 1967-1968 | Vic Stasiuk                  | As de Québec                       |
| 1968-1969 | Frank Mathers                | Bears de Hershey                   |
| 1969-1970 | Fred Shero                   | Bisons de Buffalo                  |
| 1970-1971 | Terry Reardon                | Clippers de Baltimore              |
| 1971-1972 | Al MacNeil                   | Voyageurs de la Nouvelle-Écosse    |
| 1972-1973 | Floyd Smith                  | Swords de Cincinnati               |
| 1973-1974 | Don Cherry                   | Americans de Rochester             |
| 1974-1975 | John Muckler                 | Reds de Providence                 |
| 1975-1976 | Chuck Hamilton               | Bears de Hershey                   |
| 1976-1977 | Al MacNeil                   | Voyageurs de la Nouvelle-Écosse    |
| 1977-1978 | Bob McCammon                 | Mariners du Maine                  |
| 1978-1979 | Parker MacDonald             | Nighthawks de New Haven            |
| 1979-1980 | Doug Gibson                  | Bears de Hershey                   |
| 1980-1981 | Bob McCammon                 | Mariners du Maine                  |
| 1981-1982 | Larry Kish                   | Whalers de Binghamton              |
| 1982-1983 | Jacques Demers               | Express de Fredericton             |
| 1983-1984 | Gene Ubriaco                 | Skipjacks de Baltimore             |
| 1984-1985 | Bill Dineen                  | Red Wings de l'Adirondack          |
| 1985-1986 | Bill Dineen                  | Red Wings de l'Adirondack          |
| 1986-1987 | Larry Pleau                  | Whalers de Binghamton              |
| 1987-1988 | John Paddock et Mike Milbury | Bears de Hershey Mariners du Maine |
| 1988-1989 | Tom McVie                    | Devils d'Utica                     |
| 1989-1990 | Jim Roberts                  | Indians de Springfield             |
| 1990-1991 | Don Lever                    | Americans de Rochester             |
| 1991-1992 | Doug Carpenter               | Nighthawks de New Haven            |
| 1992-1993 | Marc Crawford                | Maple Leafs de Saint-Jean          |
| 1993-1994 | Barry Trotz                  | Pirates de Portland                |
| 1994-1995 | Robbie Ftorek                | River Rats d'Albany                |
| 1995-1996 | Robbie Ftorek                | River Rats d'Albany                |
| 1996-1997 | Greg Gilbert                 | IceCats de Worcester               |
| 1997-1998 | Bill Stewart                 | Flames de Saint-Jean               |
| 1998-1999 | Peter Laviolette             | Bruins de Providence               |
| 1999-2000 | Glen Hanlon                  | Pirates de Portland                |
| 2000-2001 | Don Granato                  | IceCats de Worcester               |
| 2001-2002 | Bruce Cassidy                | Griffins de Grand Rapids           |
| 2002-2003 | Claude Julien et Geoff Ward  | Bulldogs de Hamilton               |
| 2003-2004 | Claude Noel                  | Admirals de Milwaukee              |
| 2004-2005 | Randy Cunneyworth            | Americans de Rochester             |
| 2005-2006 | Kevin Dineen                 | Pirates de Portland                |
| 2006-2007 | Mike Haviland                | Admirals de Norfolk                |
| 2007-2008 | Scott Gordon                 | Bruins de Providence               |
| 2008-2009 | Scott Arniel                 | Moose du Manitoba                  |
| 2009-2010 | Guy Boucher                  | Bulldogs de Hamilton               |
| 2010-2011 | John Hynes                   | Penguins de Wilkes-Barre/Scranton  |
| 2011-2012 | Jon Cooper                   | Admirals de Norfolk                |
| 2012-2013 | Willie Desjardins            | Stars du Texas                     |
| 2013-2014 | Jeff Blashill                | Griffins de Grand Rapids           |
| 2014-2015 | Mike Stothers                | Monarchs de Manchester             |
| 2015-2016 | Rick Kowalsky                | Devils d'Albany                    |
| 2016-2017 | Roy Sommer                   | Barracuda de San José              |
| 2017-2018 | Pascal Vincent               | Moose du Manitoba                  |
| 2018-2019 | Mike Vellucci                | Checkers de Charlotte              |
| 2019-2020 | Karl Taylor                  | Admirals de Milwaukee              |
| 2020-2021 | Spencer Carbery              | Bears de Hershey                   |
| 2021-2022 | Mitch Love                   | Heat de Stockton                   |
| 2022-2023 | Mitch Love                   | Wranglers de Calgary               |